# تشم غرداب (قيلاب)
تشم غرداب (بالفارسية: چم‌گردآب) هي قرية تقع في قسم قيلاب الريفي، بمقاطعة أنديمشك التابعة لمحافظة خوزستان، إيران.